# 四日市宿

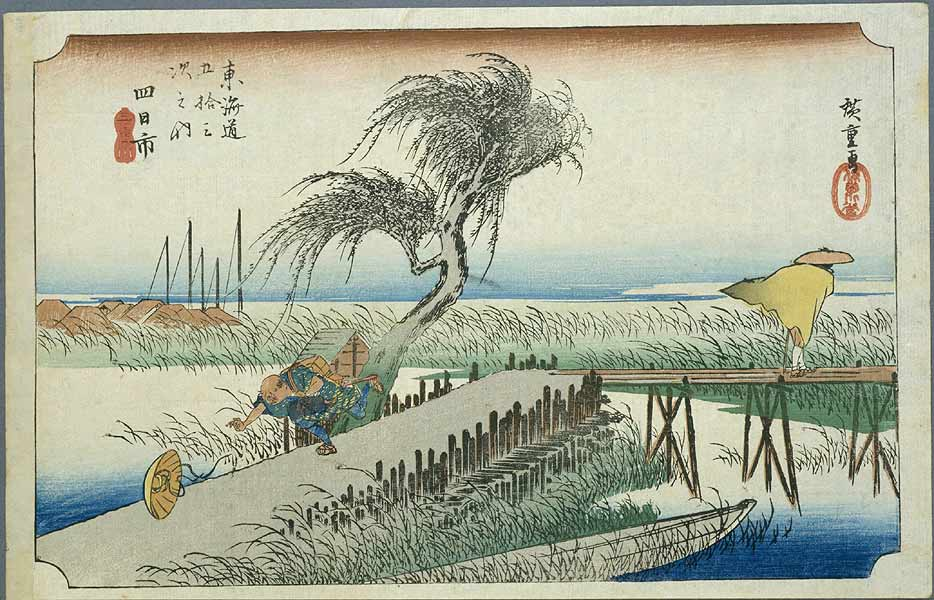
歌川広重『東海道五十三次・四日市』

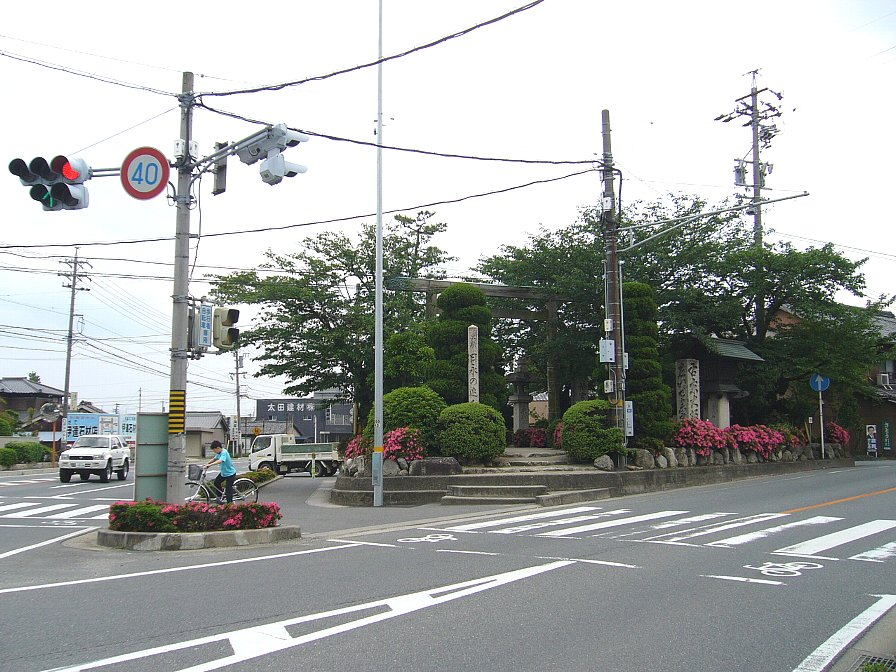
日永追分

四日市宿（よっかいちしゅく、よっかいちじゅく）は、東海道五十三次の43番目の宿場である。現在は三重県四日市市。

## 概要
幕府直轄の天領であり、代官所が置かれていた。宮宿との間に｢十里の渡し」があった。宿内人別：7114人（男：3522人、女：3592人）、宿内総家数：1811軒（本陣：2、脇本陣：1、旅籠：98）。

## 最寄り駅
- 近鉄名古屋線・湯の山線・四日市あすなろう鉄道内部線 近鉄四日市駅
- 日永の追分へは四日市あすなろう鉄道内部線 追分駅
  - 内部線は、ほぼ東海道に沿っている。

## 史跡・みどころ
- 三滝川：歌川広重『東海道五十三次・四日市』の場所。
- 笹井屋：なが餅[2]
- 東海道四日市宿資料館
- 諏訪神社

石薬師宿までの史跡・みどころ
- 鈴木薬局
- 日永神社：かつての追分道標がある。
- 日永一里塚跡：江戸から100里ある。
- 日永追分：伊勢街道（参宮街道）との分岐点[2]。四日市宿と石薬師宿の間の宿でもあった。
- 内部川：東海道にちなんだポケットパークがある。
- 杖衝坂：日本武尊血塚、芭蕉句碑がある。

## 隣の宿
東海道
桑名宿 - 四日市宿 - 石薬師宿